# کرکئاساری

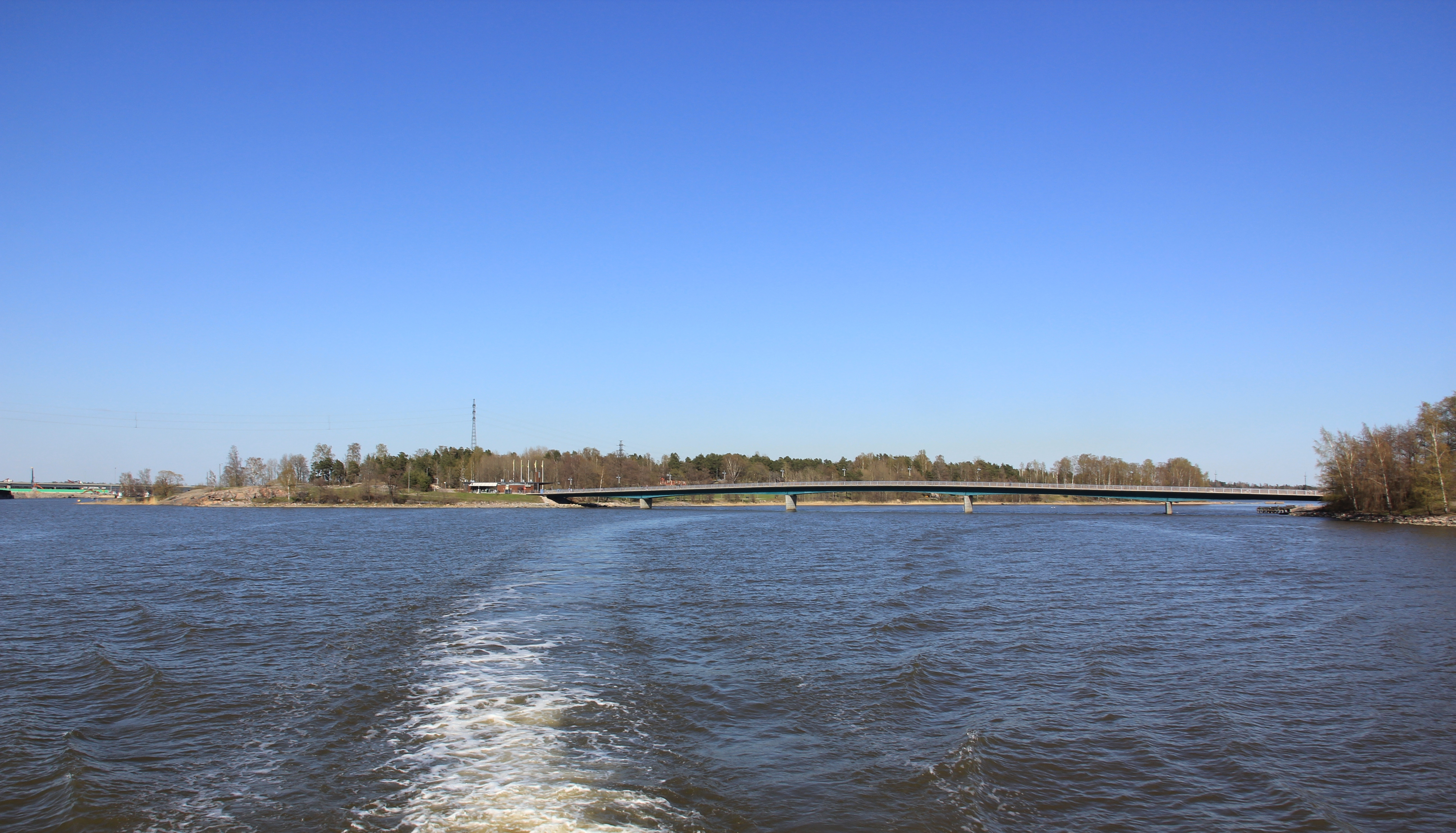
پلی که کورکساری را به موشتیکاما وصل می‌کند.

کُرکِئاساری (فنلاندی: Korkeasaari)، (سوئدی: Högholmen) یک جزیره در هلسینکی است. کرکئاساری به معنای جزیره بالا یا جزیره بلند است. باغ‌وحش کرکئاساری در این جزیره واقع شده‌است.
کرکئاساری یک جزیره سنگی ۲۲ هکتاری (۵۴ جریب) است. دو جزیره کوچکتر در کنار آن واقع شده‌اند: هولکوساری و پالُ‌ساری.

## پیشینه باستانی
یک سنگ قربانی از دوران مفرغ در این جزیره پیدا شده‌است. این شی اولین مورد باستانی بود که در منطقه هلسینکی یافت شد. سنگ قربانی نوعی سنگ‌تراش خورده و عمدتاً مدور است که بر روی آن انسان یا حیوان را قربانی می‌کردند.

## پس از جنگ کریمه
کرکئاساری در قرن هجدهم یک مکان تفریحی برای معدود افرادی در هلسینکی بود. مردم محلی از آن برای ماهیگیری و گله‌داری استفاده می‌کردند. پس از جنگ کریمه از حدود سال ۱۸۵۶ تا ۱۸۶۰ یک قایق بخار در کرکئاساری شروع به کار کرد و دسترسی اهالی هلسینکی به این جزیره بیشتر شد.
در سال ۱۸۸۳ این جزیره به یک شرکت نوشیدنی‌سازی خصوصی اجاره داده شد و این شرکت شروع به بازسازی جزیره شامل احداث جاده و باغ کرد. رستوران ساخته‌شده توسط تئودور هوی‌یر در سال ۱۸۸۴ هنوز هم در جزیره وجود دارد.

## عصر حاضر
از سال ۱۹۷۲ تا ۲۰۱۶ برنامه جامع راه‌سازی و پل‌سازی در این جزیره برای ارتباط با جزیره‌های نزدیک و هلسینکی مانند موستیککاما انجام شده‌است.

## نگارخانه

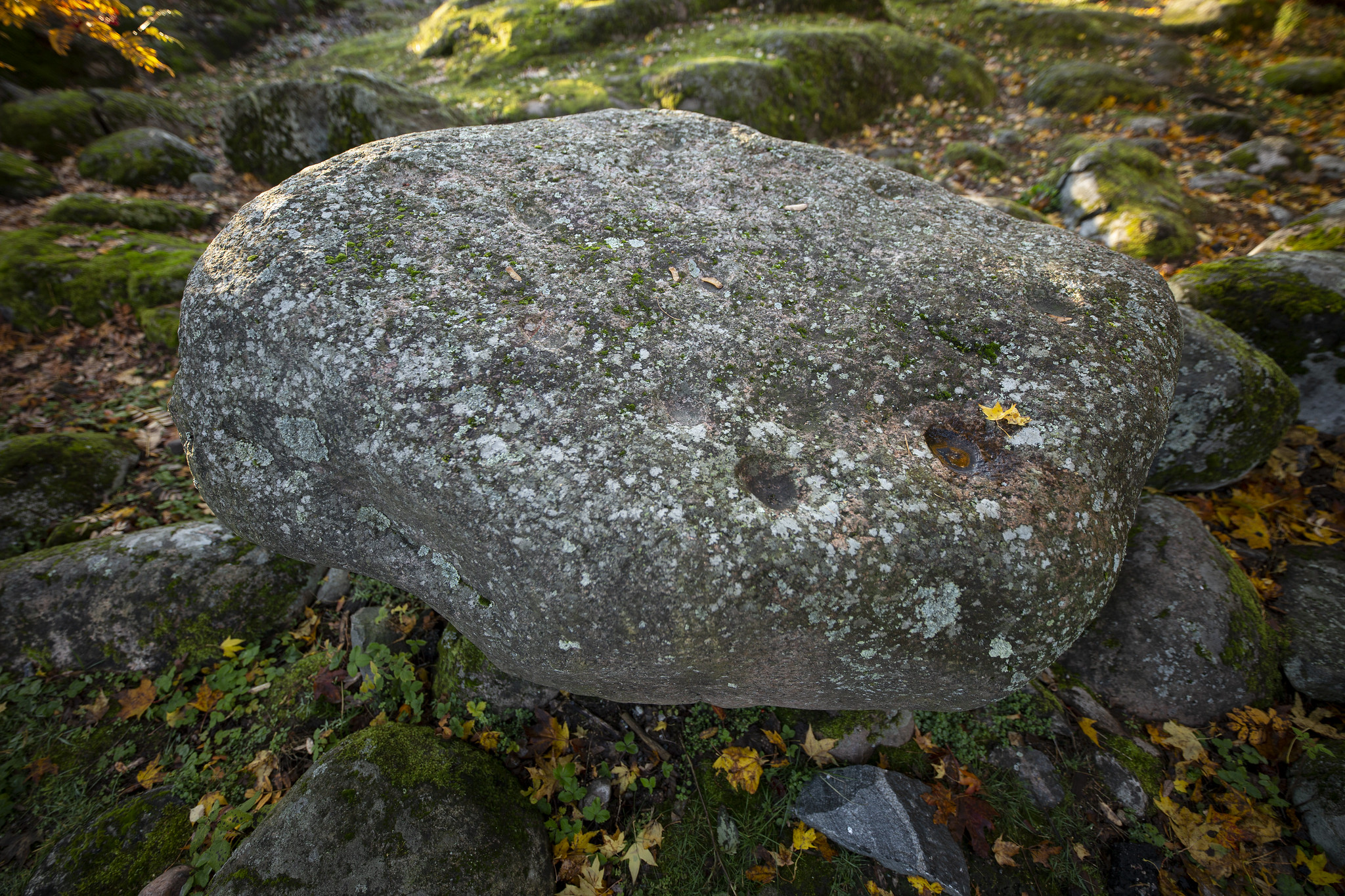
سنگ قربانی یافت شده در کرکئاساری. قدیمی‌ترین شی باستانی کشف شده در هلسینکی است.